# Shout the Truth
Shout the Truth é o álbum de estreia da banda americana de metalcore Confide, lançado em 17 de junho de 2008. O álbum foi lançado pela Science Records (Warner Bros), a mesma gravadora que Greeley Estates e Blessthefall estavam naquela epóca, e antes do fim da gravadora.
Shout the Truth foi o primeiro álbum com o vocalista inglês Ross Kenyon, além de gravação do demo de 2008. Duas das músicas da demo também foram regravadas para este álbum, "Zeal" e "The Bigger Picture". Este álbum foi também o último álbum a apresentar o membro original/guitarrista principal Aaron VanZutphen, e foi o primeiro e último álbum com o baterista Arin Ilejay.

## Faixas
| N.º            | Título                               | Duração |  |
| 1.             | "Millstone"                          | 3:14    |  |
| 2.             | "Can't See the Forest for the Trees" | 2:26    |  |
| 3.             | "I Am Scared of Me"                  | 3:32    |  |
| 4.             | "City to City"                       | 2:42    |  |
| 5.             | "Zeal"                               | 2:56    |  |
| 6.             | "If We Were a Sinking Ship"          | 3:16    |  |
| 7.             | "00:00"                              | 2:01    |  |
| 8.             | "Holes"                              | 3:11    |  |
| 9.             | "Vultures Among the Dead"            | 3:10    |  |
| 10.            | "The Bigger Picture"                 | 2:39    |  |
| 11.            | "In Reply"                           | 3:43    |  |
| 12.            | "This I Believe"                     | 2:29    |  |
| Duração total: | Duração total:                       | 35:05   |  |

## Créditos
Confide (Versão original)
- Ross Michael Kenyon - vocal
- Jeffrey Helberg - guitarra base, vocal em "This I Believe"
- Aaron Richard Van Zutphen - guitarra principal, vocal em "This I Believe", "Vultures Among the Dead" e "If We Were a Sinking Ship"
- William "Billy" Pruden - baixo, vocal em "This I Believe"
- Arin Ilejay - bateria, percussão, gutural em "This I Believe"

## Relançamento
| Críticas profissionais | Críticas profissionais |
| Avaliações da crítica  | Avaliações da crítica  |
| Fonte                  | Avaliação              |
| ---------------------- | ---------------------- |
| AbsolutePunk           | (81%) link             |
| Jesusfreakhideout      | link                   |

O relançamento do Shout the Truth foi lançado em 8 de setembro de 2009  pela Tragic Hero Records, em oposição ao original lançado pela Science Records. Para esta regravação, Confide voltou ao estúdio com Cameron Webb para regravar os vocais limpos com o novo baterista e vocalista Joel Piper, com uma exceção para "Such Great Heights". Piper só gravou os vocais para essas músicas e não tocou bateria em qualquer uma das faixas do relançamento. Os tambores em todas as outras faixas são os tambores originais gravados no álbum original por Arin Ilejay ex-baterista. As faixas de guitarra originais também foram utilizados a partir da mistura de velho, como registrado pelo ex-guitarrista Aaron VanZutphen, exceto as guitarras em "Such Great Heights", que foram gravadas pelo novo membro Joshua Paul. Este relançamento foi também o último álbum a apresentar o membro original/baixista Billy Prudente.
O álbum também apresenta três faixas bônus: "Role Reversal", "I Never Saw This Coming" (ambas gravadas em 2008, como b-sides) e "Such Great Heights", um cover da música do grupo eletrônico, The Postal Service. O cover de "Such Great Heights", que foi gravado por Joel Piper no estúdio de Joel Piper em Fresno, Califórnia, tornou-se um fenômeno na internet em 2009. Dois vídeos de música foram liberados para este álbum: "Such Great Heights" e "I Never Saw This Coming".

## Faixas
| N.º            | Título                                             | Duração |  |
| 1.             | "Millstone"                                        | 3:14    |  |
| 2.             | "Can't See the Forest for the Trees"               | 2:26    |  |
| 3.             | "I Am Scared of Me"                                | 3:32    |  |
| 4.             | "City to City"                                     | 2:42    |  |
| 5.             | "Zeal"                                             | 2:56    |  |
| 6.             | "If We Were a Sinking Ship"                        | 3:16    |  |
| 7.             | "00:00"                                            | 2:01    |  |
| 8.             | "Holes"                                            | 3:11    |  |
| 9.             | "Vultures Among the Dead"                          | 3:10    |  |
| 10.            | "The Bigger Picture"                               | 2:39    |  |
| 11.            | "In Reply"                                         | 3:43    |  |
| 12.            | "This I Believe"                                   | 2:29    |  |
| 13.            | "Such Great Heights" (Cover de The Postal Service) | 4:24    |  |
| 14.            | "Role Reversal"                                    | 2:45    |  |
| 15.            | "I Never Saw This Coming"                          | 3:31    |  |
| Duração total: | Duração total:                                     | 45:18   |  |

## Créditos
Confide (na regravação)
- Ross Michael Kenyon - vocal
- Jeffrey Helberg - guitarra base, vocal limpo em "This I Believe"
- William 'Billy' Pruden - baixo, vocal limpo em "This I Believe"
- Joel Piper - bateria em "Such Great Heights", vocais limpos em todas as faixas exeto "Can't See the Forest for the Trees", "If We Were a Sinking Ship", "The Bigger Picture" e "This I Believe"
- Joshua Paul - guitarra principal em "Such Great Heights"

Produção